# Conus abba
Conus abba é uma espécie de gastrópode do gênero Conus, pertencente a família Conidae.